# 慈光院 (島津重豪側室)
慈光院（じこういん、? - 享和元年10月30日（1801年12月5日））は、薩摩藩主・島津重豪の側室。11代徳川幕府将軍・徳川家斉の御台所・茂子（広大院）の母。父は市田貞行（薩摩藩大坂蔵屋敷の足軽出身とされる）、弟に市田盛常がいる。生前はお登勢の方を名乗っていた。

## 略伝
お登勢の方の父・市田貞行は足軽であったが（近江国出身の浪人とする説もある）、娘のお登勢が重豪の側室となると城下士に取り立てられ、弟の市田盛常は江戸薩摩藩邸の定府奥掛家老に取り立てられる。
安永2年（1773年）に於篤（後の徳川家斉御台所・茂姫）を鹿児島城で出産する。この出産の前年安永元年（1772年）に亡くなった浄岸院（島津継豊正室・竹姫）が「もし生まれた子が女児であるなら徳川家に嫁がせるように」と遺言していたともいわれ、夫・重豪は、安永3年3月1日（1774年4月11日）於篤を薩摩から呼び寄せ、安永5年8月22日（1776年10月4日）には一橋徳川家の嫡男・豊千代（後の徳川家斉）と於篤の婚約が成立する。この縁故により於篤の母であるお登勢の方には私領1600石と「御内証様」の称号が与えられ、他の側室より突出した地位についた。更に天明3年5月には「準御前様」、寛政元年8月6日には「御部屋様」と改称した。島津家中の側室が特別の呼び名で呼ばれ、他の側室と区別されるようになったのはお登勢の方が初めてである。
なお、於篤が江戸入りしたころにお登勢の方も江戸入りしたものと思われ、於厚と牧姫は江戸で出産している。一方、世子・斉宣の生母であるお千万の方は安永5年1月22日（1776年3月11日）に江戸から鹿児島城本丸御殿に転居させられていた。
更に、中津藩主奥平昌高は鈴木弥藤次の娘を生母とするが、お登勢の方が実母として公表された。ちなみにお登勢の方は先述の茂姫始め4人もの子女を重豪との間に儲けたものの、その中に男子はいなかった。
次第に薩摩藩政は、将軍正室外戚の威光を傘にきたお登勢の方・市田盛常兄弟他市田一族らによって私物化され、他の薩摩藩家臣は市田一族に対して恨みを持つようになった。これが後の近思録崩れの一原因となるのである。
お登勢の方は享和元年（1801年）死去。法名「慈光院殿佛心慧證大姉」、墓所は江戸の大円寺、後に鹿児島の浄光明寺（現在廃寺）に改葬されたとされる。
お登勢の方の死去後、島津斉宣や家臣らによって、市田盛常は一所持格・家老を罷免、盛常の嫡男・市田義宜も小姓組頭を免職となり、盛常を始めとする市田一族すべてを薩摩藩政から追放したが、斉宣失脚後に義宜は勘定奉行に取り立てられ復権している。